# Aleksej Andrejevitj Volkov
Aleksej Andrejevitj Volkov, född 1859, död 1929, var en rysk hovfunktionär.  Han var betjänt till Nikolaj II av Ryssland. 
Han följde tsarfamiljen på deras exil i Sibirien under ryska revolutionen. Han tillhörde de ur hovpersonalen som avlägsnades före avrättningen av tsarfamiljen. Han skrev sina memoarer om sin tid hos tsarfamiljen under revolutionen.